# 태평양칠성장어
태평양칠성장어(학명: Entosphenus tridentatus)는 칠성장어과 태평양칠성장어속에 속하는 칠성장어의 일종이다. 세이빨칠성장어라고도 하며, 태평양과 인접한 북아메리카 및 아시아 대륙 해안에 서식한다. 다른 대형 어류나 향유고래 등에 달라붙어 흡혈을 하는 기생성 어류이다.